# Székkutas
Székkutas è un comune dell'Ungheria di 2.636 abitanti (dati 2001). È situato nella contea di Csongrád-Csanád.